# Saint-Sernin, Aude

Saint-Sernin este o comună în departamentul Aude din sudul Franței. În 1 ianuarie 2022 avea o populație de 42 de locuitori.